# Bill Brown (football)
Pour les articles homonymes, voir Bill Brown et Brown.
William Dallas Fyfe Brown, couramment appelé Bill Brown, est un footballeur international écossais, né le 8 octobre 1931, à Arbroath (Angus) en Écosse et mort le 1er décembre 2004 à Simcoe (Ontario) au Canada. Il joue au poste de gardien de but et réalise la majeure partie de sa carrière au Dundee FC et à Tottenham Hotspur avant de finir sa carrière au Canada.

## Biographie

### Carrière en club
Son transfert de Dundee FC à Tottenham Hotspur pour 17 500 £ constitue un record à l'époque. Il réalise, en 1961, le doublé coupe-championnat avec le club londonien, ce qui constitue une première au XXe siècle. 
Il effectue une dernière saison au Canada, au sein de la National Professional Soccer League (1967) (en). Après sa retraite sportive, il resta au Canada et se reconvertit comme promoteur immobilier. La nouvelle de sa mort, le 1er décembre 2004, tomba juste avant le début d'un match de Tottenham Hotspur contre Liverpool FC, au cours duquel les Spurs portèrent des brassards noirs.

### Carrière internationale
Bill Brown reçoit 28 sélections en faveur de l'équipe d'Écosse. Il participe à la Coupe du monde de football de 1958 en Suède où il joue un match contre la France (défaite 1-2).

## Palmarès
- Dundee FC :
  - Vainqueur de la Coupe de la Ligue écossaise en 1952 et 1953

- Tottenham Hotspur :
  - Vainqueur de la Coupe d'Europe des vainqueurs de coupe en 1963
  - Champion d'Angleterre en 1961
  - Vainqueur de la Coupe d'Angleterre en 1961 et 1962
  - Vainqueur du Charity Shield en 1961 et 1962